# Izabela Textorisová

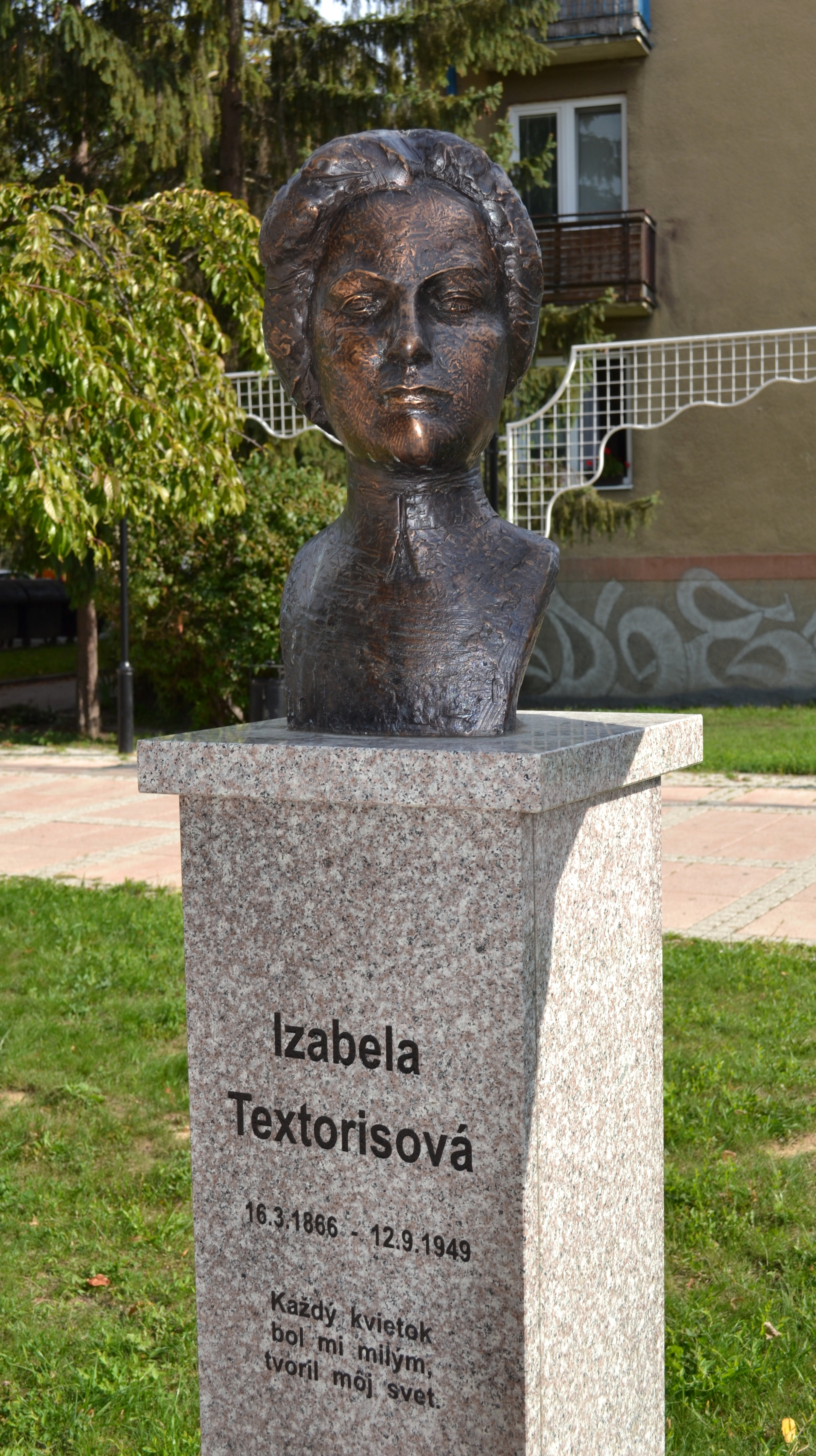
Büste in Rimavská Sobota

Izabela Textorisová (* 16. März 1866 in Ratková, Komitat Gemer und Kleinhont, Königreich Ungarn, heute Slowakei; † 12. September 1949 in Krupina, Tschechoslowakei) war eine slowakische Botanikerin und Postmeisterin.

## Leben
Sie kam zur Welt in der Familie des Anwalts Andrej Textoris und seiner Gattin Antónia. Als sie fünf Jahre alt war, zog die Familie nach Jelšava um. Bereits während ihrer Zeit an der Volksschule in Jelšava (1871–74) zeigte sich ihr Interesse für Botanik, dabei wurde sie vom Lehrer Václav Vraný unterstützt und dazu gebracht, ein eigenes Herbarium zu führen und Schildchen mit der Aufschrift „Herbarium Textoris“ drucken zu lassen. Weiter besuchte sie Volksschulen in Slovenské Pravno (1874–76) und Belá (1876, heute Teil von Belá-Dulice), wo sie mit der sechsten Klasse ihre formale Ausbildung beendete. Danach bildete sie sich autodidaktisch aus. Beim weiteren Botanikstudium waren der slowakische Botaniker Andrej Kmeť sowie der Polyhistor Jozef Ľudovít Holuby maßgeblich beteiligt.
Textorisová wollte Lehrerin werden und lehrte 1882–84 an der Volksschule von Belá, doch auf Drängen des Vaters musste sie ihre Laufbahn ändern. Sie arbeitete um die Jahreswende 1885/86 stellvertretend für ihre Cousine am Postamt in Telgárt und legte im April 1886 eine Prüfung der königlichen Post in Revúca ab. Gleich danach wurde sie Postmeisterin im Dorf Blatnica im Komitat Turz, musste aber dabei ihre slowakische nationale Überzeugung verbergen, um nicht als „gefährliche Panslawin“ entlassen zu werden. Aus diesem Grund führte sie mit anderen Botanikern Korrespondenz auf Deutsch. Kurz nach der Entstehung der Tschechoslowakei wurde sie aus dem Postdienst ohne Anspruch auf eine Altersrente entlassen, stattdessen erhielt sie eine monatliche „Gnadenspende“ von 400 Kč. Sie wohnte aber weiter in Blatnica und setzte dort ihre botanischen Untersuchungen weiter fort. Textorisová war das ganze Leben ledig und starb 1949 in der Kleinstadt Krupina. Die sterblichen Überreste wurden 1981 am Nationalfriedhof Martin neu bestattet.

## Wirken
Textorisovás Schwerpunkt war die Flora der Landschaft Turz (slowakisch Turiec) und dort das Gebirge Große Fatra und die Täler Blatnická dolina und Gaderská dolina. Trotz der Schwierigkeiten ihrer Zeit, als sie sich um ihre Eltern und drei Schwestern kümmern und mit Vorurteilen gegenüber Frauen auseinandersetzen musste, lernte sie sechs weitere Sprachen: Deutsch, Französisch, Russisch sowie teilweise Italienisch, Rumänisch und Latein-Grundkenntnisse. 
Ihre Kenntnisse ermöglichten einen regen Wissensaustausch mit führenden ungarischen und europäischen Botanikern ihrer Zeit und sie veröffentlichte Beiträge in Fachzeitschriften, zumeist unter Pseudonymen. Bei ihrer Wanderungen in der Großen Fatra entdeckte sie dort mehrere seltene Pflanzen, wie den Rosmarin-Seidelbast, das Europäische Alpenveilchen und das Alpen-Edelweiß. Eine 1893 von ihr entdeckte Art aus der Gattung von Disteln am Berg Tlstá erhielt später den Namen Carduus textorisianus Marg. Noch zur Zeit Österreich-Ungarns wurde 1913 ihr Beitrag Florisztikai adatok Turócz vármegyéből (deutscher Titel: Floristische Angaben aus dem Komitate Turócz) in der Fachzeitschrift Botanikai Közleménye veröffentlicht, die 100 bis dahin in der Turz nicht bekannte Pflanzenarten beschreibt. 1930 schickte sie das Werk O turčianskej flóre (Über die Flora von Turz) an die Matica slovenská und erhielt eine Belohnung von 1000 Kč, bisher wurde es aber nicht publiziert.
Neben der Botanik interessierte sich Textorisová auch für Mineralogie, Astronomie und Archäologie und sammelte dialektologisches Material. Dazu war sie eine Stickerin und organisierte Stickereikurse für Frauen, die mit einem Unterricht in den Fächern Rechtschreibung, slowakische Geschichte und Literatur verbunden waren. Weiter führte sie regelmäßige Korrespondenz mit der damaligen slowakischen Intelligenz, insbesondere Schriftstellern, und hatte eine kleine Bibliothek mit bedeutenden Werken sowohl slowakischer als auch Weltliteratur.
Das zuletzt 4878 Belege umfassende Herbarium wurde nach ihrem Tod an den Botanik-Lehrstuhl der Naturwissenschaftlichen Fakultät der Comenius-Universität Bratislava übergeben und ist bis heute eine wertvolle Quelle.

## Würdigung
Zum 100. Jahrestag ihrer Geburt wurde in Blatnica eine Gedenktafel am letzten Wohnort enthüllt, die aber später beim Abriss des Hauses verloren ging. Ebenfalls in Blatnica wurde 1987 ein Gedenkraum eröffnet (1995 wieder geschlossen), 1994 erhielt die örtliche Bibliothek ihren Namen.
1996 gab die Slowakei zum 110. Jahrestag der Eröffnung des Postamts in Blatnica zwei Briefmarken mit einem Nennwert von je 8 Sk heraus. Der vom slowakischen Astronomen Peter Kušnirák entdeckte Asteroid 2000 HE24 erhielt 2004 den Namen (30252) Textorisová.